# Latte macchiato

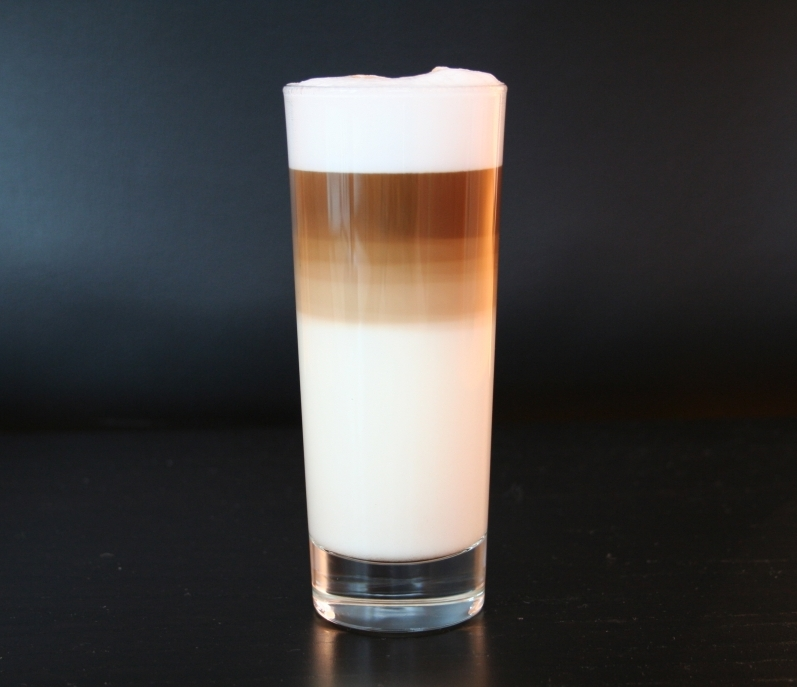
Copo de latte macchiato

Latte macchiato é um latte (café expresso com leite vaporizado com uma quantidade generosa de espuma de leite no topo) semelhante ao latte original, mas desta feita geralmente servido num copo alongado de vidro, com o café expresso adicionado por cima do leite, "manchando-o" (o macchiato em seu nome).